# Hatmehit
Hatmehit (ḥ3.t-mḥỉ.t) az ókori egyiptomi vallás egyik istennője. Nevének jelentése: „első a halak között”. A deltabeli Mendész városában imádták, ahol valószínűleg temploma állt; kultusza nemigen terjedt a környéken túl, talán mert a halat, melyhez tabu kötődött (lásd Ozirisz-mítosz), nem tekintették isteni jelképnek. Kevéssé ismert, mitikus történetekben nem szerepel; egy idő után kultusza beolvadt a mendészi Banebdzsedet kosisten kultuszába, és az istennőt Banebdzsedet feleségeként tisztelték tovább. Mendészben háromságot alkotott Banebdzsedettel és Harpokratésszel, mert miután az istent azonosították Ozirisszel, az istennőt is Ízisszel, így Ozirisz és Ízisz gyermekét az övékének is tekintették.

## Ikonográfiája
Halként ábrázolták vagy nőalakban, fején hallal, ami valószínűleg a Nílusban gyakori Lepidotus hal.